# Diademweber
Der Diademweber (Euplectes diadematus) auch Diadem-Wida zählt innerhalb der Familie der Webervögel (Ploceidae) zur Gattung der Feuerweber (Euplectes).
Das Artepitheton kommt von lateinisch diadematus ‚mit einem Diadem versehen‘.

## Merkmale
Der Diademweber ist 10 cm groß und etwa 14 g schwer.

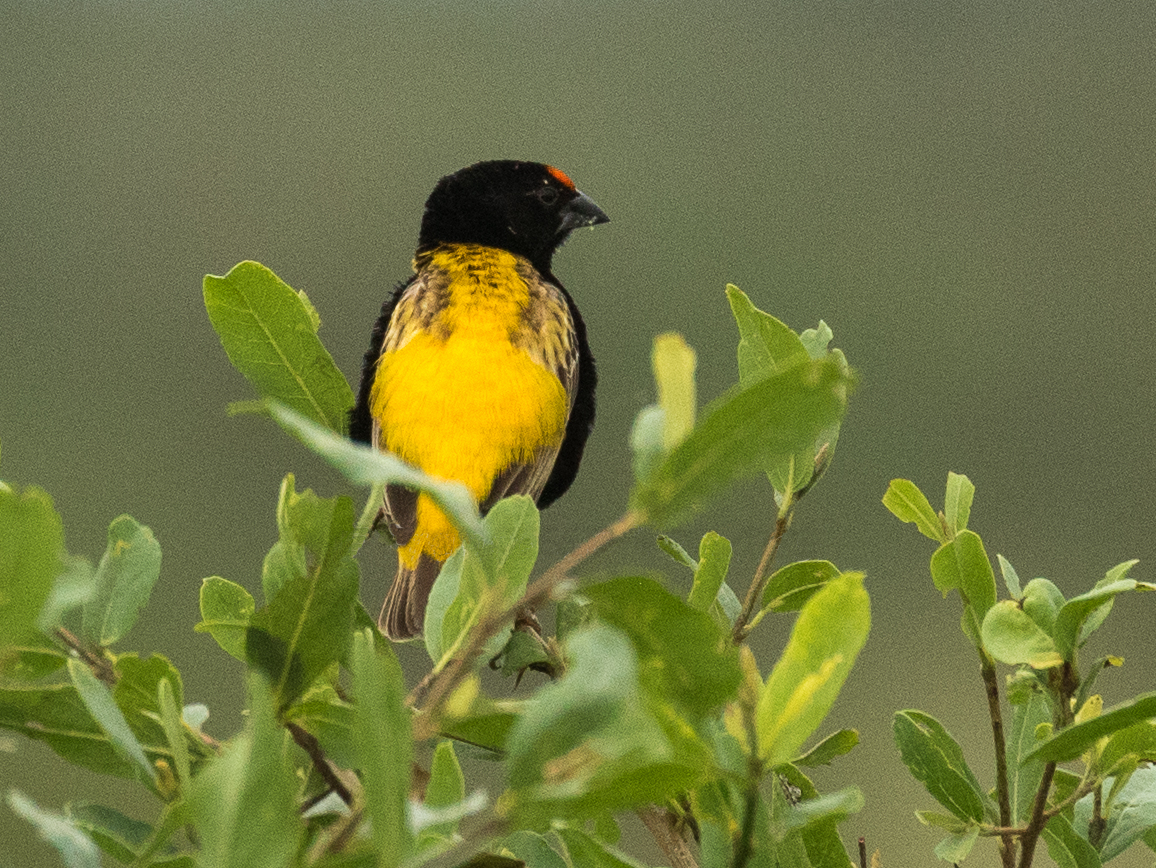
Männlicher Diademweber in Rückenansicht

Das Männchen hat im Prachtkleid einen kleinen hellen roten Fleck an Stirn und Scheitel, ansonsten ist der Kopf schwarz. Rücken und Bürzel sind gelb, der Mantel gelb-schwarz gestreift, die Handschwingen sind gelb gerändert.
Im Schlichtkleid hat es wie Weibchen und Jungtiere eine ockerbraune Färbung, dunkle Streifen auf dem Rücken, hellgrauen Bauch und hellen gelbbraunen Überaugenstreif.

## Verbreitung und Lebensraum
Diademweber treten meist nach Regenfällen in großer Zahl in Kenia, sowie im Norden von Tansania sowie in Somalia in offenem halbtrockenem Grasland sowie Ackerflächen bis 1000 m Höhe auf.

## Ernährung
Diademweber ernähren sich überwiegend von Grassamen, insbesondere von Hühnerhirse (Echinochloa) und Sporobolus-Süßgräsern.

## Gefährdungssituation
Der Diademweber gilt als nicht gefährdet (Least Concern).